# José Antonio Sánchez Medina
José Antonio Sánchez Medina es un deportista español que compitió en atletismo adaptado. Ganó siete medallas en los Juegos Paralímpicos de Verano en los años 1992 y 1996.

## Palmarés internacional
| Juegos Paralímpicos | Juegos Paralímpicos      | Juegos Paralímpicos | Juegos Paralímpicos |
| Año                 | Lugar                    | Medalla             | Prueba              |
| ------------------- | ------------------------ | ------------------- | ------------------- |
| 1992                | Barcelona (España)       | Medalla de oro      | 4 × 400 m B1-B3     |
| 1992                | Barcelona (España)       | Medalla de plata    | 400 m B2            |
| 1992                | Barcelona (España)       | Medalla de plata    | 800 m B2            |
| 1992                | Barcelona (España)       | Medalla de bronce   | 1500 m B2           |
| 1996                | Atlanta (Estados Unidos) | Medalla de oro      | 800 m T11           |
| 1996                | Atlanta (Estados Unidos) | Medalla de oro      | 1500 m T11          |
| 1996                | Atlanta (Estados Unidos) | Medalla de oro      | 4 × 400 m T10-12    |